# Aéroport municipal de Mount Pleasant
Mount Pleasant Municipal Airport est l'aéroport de Mount Pleasant dans le Michigan.
Code OACI : KMOP

Code AITA : MOP